# Racisme systémique
 (novembre 2023).
La mise en forme du texte ne suit pas les recommandations de Wikipédia : il faut le « wikifier ».
Les points d'amélioration suivants sont les cas les plus fréquents. Le détail des points à revoir est peut-être précisé sur la page de discussion.
- Les titres sont pré-formatés par le logiciel. Ils ne sont ni en capitales, ni en gras.
- Le texte ne doit pas être écrit en capitales (les noms de famille non plus), ni en gras, ni en italique, ni en « petit »…
- Le gras n'est utilisé que pour surligner le titre de l'article dans l'introduction, une seule fois.
- L'italique est rarement utilisé : mots en langue étrangère, titres d'œuvres, noms de bateaux, etc.
- Les citations ne sont pas en italique mais en corps de texte normal. Elles sont entourées par des guillemets français : « et ».
- Les listes à puces sont à éviter, des paragraphes rédigés étant largement préférés. Les tableaux sont à réserver à la présentation de données structurées (résultats, etc.).
- Les appels de note de bas de page (petits chiffres en exposant, introduits par l'outil «  Source ») sont à placer entre la fin de phrase et le point final[comme ça].
- Les liens internes (vers d'autres articles de Wikipédia) sont à choisir avec parcimonie. Créez des liens vers des articles approfondissant le sujet. Les termes génériques sans rapport avec le sujet sont à éviter, ainsi que les répétitions de liens vers un même terme.
- Les liens externes sont à placer uniquement dans une section « Liens externes », à la fin de l'article. Ces liens sont à choisir avec parcimonie suivant les règles définies. Si un lien sert de source à l'article, son insertion dans le texte est à faire par les notes de bas de page.
- La présentation des références doit suivre les conventions bibliographiques. Il est recommandé d'utiliser les modèles {{Ouvrage}}, {{Chapitre}}, {{Article}}, {{Lien web}} et/ou {{Bibliographie}}. Le mode d'édition visuel peut mettre en forme automatiquement les références.
- Insérer une infobox (cadre d'informations à droite) n'est pas obligatoire pour parachever la mise en page.

Pour une aide détaillée, merci de consulter Aide:Wikification.
Si vous pensez que ces points ont été résolus, vous pouvez retirer ce bandeau et améliorer la mise en forme d'un autre article.
Ne doit pas être confondu avec Racisme d'État.
Le racisme systémique (ou racisme institutionnel) est une notion décrivant une forme de racisme qui est ancrée dans l'organisation et les relations sociales au sein d'une société ou d'une organisation. Ce racisme génère et entretient des discriminations qui touchent aux différentes sphères de la société telles que la justice pénale, l'emploi, le logement, la santé, le pouvoir politique et l'éducation.

## Définition

### Racisme systémique
La Commission des droits de la personne et de la jeunesse du Québec définit le racisme systémique comme suit :

« Une production sociale d’une inégalité fondée sur la race dans les décisions dont les gens font l’objet et les traitements qui leur sont dispensés. L’inégalité raciale est le résultat de l’organisation de la vie économique, culturelle et politique d’une société. Elle est le résultat de la combinaison de ce qui suit : la construction sociale des races comme réelles, différentes et inégales (racialisation); les normes, les processus et la prestation des services utilisés par un système social (structure); les actions et les décisions des gens qui travaillent pour les systèmes sociaux (personnel). »

Cette forme de racisme est souvent inconsciente puisque la culture dans laquelle elle évolue normalise les comportements ayant pour « effets de perpétuer les inégalités vécues par les personnes racisées notamment en matière d’éducation, de revenus, d’emploi, d’accès au logement et aux services publics. »
En 2020 le dictionnaire américain Merriam-Webster ajoute cette définition, à l'entrée « Racisme » : « Oppression systémique d’un groupe racial au bénéfice d’un autre, sur les plans sociaux, économiques et politiques ».

### Racisme institutionnel
Selon Stokely Carmichael et Charles V. Hamilton, « le racisme institutionnel est un racisme voilé qui plonge ses racines dans le colonialisme et l’esclavagisme tout en étant indissociable de l’historicité de classe de la société américaine »
Selon ces auteurs et dans la culture anglophone, l'expression « racisme institutionnel » est souvent utilisée comme synonyme de « racisme systémique ».

## Historique
Frederick Douglass, en 1881, pensait déjà le racisme comme étant systémique. Selon lui, les Américains noirs ont cessé d’être les esclaves d’individus pour devenir ceux de la société. Le sociologue W. E. B. Du Bois travaillait sur l'imprégnation des institutions américaines par le racisme.
Une étude récente s'est intéressée à l'historique du racisme systémique dans le milieu scolaire québécois au 19e siècle. Entre autres, les enfants y apprennent que l’identité collective qui est formée de l’altérité interne, le « nous » et l’altérité externe ou en d’autres termes, le barbare, le sauvage, l’esclave ou le racisé. Ces générations d'élèves ont été exposées à ce type d'exposé raciste pourraient se transmettre, ce qui serait une des fondations du racisme systémique. À titre d'exemple, ces stéréotypes peuvent se transformer en racisme lorsque ses présomptions contribue au profilage racial.

## Critique du concept

### Risques d'amalgames et biais ethnocentrique
Bien que, dans un contexte occidental, le racisme systémique fasse surtout référence à un système favorisant les individus considérés comme blancs, le racisme institutionnalisé n'est pas propre aux sociétés occidentales. De nombreux exemples historiques attestent de l'existence d'un racisme institutionnel sans implication de populations dites « blanches » (voir : Institutional racism). Ainsi, plusieurs minorités, notamment dans le nord-est de l'Inde, subissent des formes de discrimination raciale institutionnelle,. Ce racisme prend parfois des formes violentes, comme le 18 février 1983, lorsque 18 villages bengalis ont été attaqués et leurs habitants massacrés. En janvier 2014, le ministre du Droit de Delhi, Somnath Bharti, accompagné de partisans, a mené un raid illégal et harcelé de jeunes femmes ougandaises en prétendant qu'elles faisaient partie d'un réseau de trafic de drogue et de prostitution. 
Selon un article du journal Le Monde paru en 2021, une partie de l'opinion publique américaine (dont une droite républicaine et conservatrice) s'inquiète des dérives potentielles du concept de racisme systémique, notamment de son utilisation abusive comme arme politique. Elle rejette l'idée selon laquelle la seule couleur de peau d'un individu (par exemple « blanche ») puisse être un critère pour l'accuser de racisme. Des professeurs de l'État de l'Idaho ont reçu l'interdiction d'affirmer à leurs élèves que : « les individus, en vertu de leur race, de leur sexe, de leur religion, de leur ethnicité ou de leur couleur sont par nature responsables des actions commises dans le passé par des personnes de la même race, du même sexe, de la même ethnicité ou de la même couleur ». 
En France, pour Pierre-André Taguieff, les notions de « racisme institutionnel », « racisme structurel » et « racisme systémique » dérivent de la définition antiraciste du racisme fabriquée par des militants afro-américains révolutionnaires à la fin des années 1960. Selon lui, ces termes ne seraient pas l'expression d’une conceptualisation du racisme, mais « une arme symbolique qui consiste à réduire le racisme au racisme blanc censé être inhérent à la « société blanche » ou à la « domination blanche », celle-ci étant la seule forme de domination raciale reconnue et dénoncée par les néo-antiracistes. ». Selon Taguieff, ce « nouvel antiracisme » recourt à des catégories raciales pour se définir, ce qui crée un antiracisme racialiste, voire raciste. L'Occident, qui est ainsi « essentialisé et démonisé en tant que raciste », devient « l’objet principal d’une haine sans limites ».

### Enjeux épistémiques et flou conceptuel
Olivier Galland, sociologue et directeur de recherche au CNRS, s'interroge sur la possibilité d'un examen scientifique du racisme systémique dans le cas d'une étude de l'histoire du colonialisme et au travers les différentes acceptions qu'il peut prendre : "y a-t-il une tradition raciste dans l’Etat Français, son histoire, ses institutions, ses procédures ?" Il s'interroge tout particulièrement des possibilités de déterminer sa réfutabilité, au sens de l'épistémologie de Karl Popper, dans un cas historique et sociologique comme celui-ci.
Pour le chercheur Daniel Sabbagh, directeur de recherche au Centre de recherches internationales, la notion de racisme systémique empêcherait de distinguer les différents mécanismes propres au racisme et risquerait d'affaiblir les anti-racistes et de banaliser l'accusation de racisme.
Enfin, selon l'essayiste et chroniqueur Canadien Mathieu Bock-Côté, le racisme systémique serait un concept flou ayant peu de valeur scientifique. Mais il parle aussi d'une "théorie du racisme systémique" et explique que celle-ci pourrait permettre d'accuser une loi de participer au racisme, si celle-ci touche particulièrement une minorité. Que cette "théorie" pourrait faire oublier la légitimité de la loi.  Autrement dit, « si vous n’admettez pas la présence du racisme systémique, vous êtes vous-mêmes raciste. »[pas clair]
En France, un rapport non publié de juillet 2021 du Délégué interministériel à la lutte contre le racisme, l'antisémitisme et la haine anti-LGBT indique « qu’on ne peut affirmer que l’institution policière française est délibérément fondée dans son organisation, sa structure hiérarchique, ses recrutements, sa déontologie, ses règlements intérieurs et son idéologie dominante, sur un “racisme systémique” » et formule douze recommandations pour lutter contre les cas avérés de racisme individuel dans l'institution,.

## Reconnaissance
Le 30 septembre 2020, dans un discours devant la Chambre des communes, le premier ministre du Canada, Justin Trudeau, considère que « Ce qui s’est passé, c’est la pire forme de racisme quand quelqu’un avait le plus besoin d’aide. C’est un exemple, un autre exemple de racisme systémique qui est tout simplement inacceptable au Canada ».
Le 17 décembre 2023, lors d'un débat télévisé, la députée de gauche française Mathilde Panot utilise le concept de racisme systémique pour contester l'idée que des personnes puissent subir un racisme antiblanc en France.